# Tuckenhay
Tuckenhay es una aldea en South Hams, Devon, Inglaterra, a 2,5 millas (4,0 km) al sur de Totnes. Se encuentra en la orilla sur del Bow Creek, el estuario del río Harbourne, que desemboca en el río Dart.
El nombre se registra por primera vez solo a partir de 1550, y posiblemente significa "en el recinto de roble" (Middle English atte oken hay).
La aldea tiene un pasado industrial. Un molino de papel abrió en 1829 y produjo papel hecho a mano de alta calidad hasta finales del siglo XX. Se inauguró una extensión en 1889, que ahora se ha convertido en alojamiento turístico. Cerca, en el muelle, hay un restaurante-pub, el Maltsters Arms, que una vez fue propiedad del chef de televisión Keith Floyd.